# 臨城君
臨城君（韓語：임성군，1665年月18日（顯宗六年八月初十）—1690年10月19日（肅宗十六年九月十八）），諱李熀（韓語：이엽），是朝鮮王朝時代的王族成員。

## 生平
李熀是慶安君李檜的次子，盆城郡夫人許氏所生，後過繼給早逝的伯父慶善君李栢為繼子，故他也名義上是昭顯世子李𣳫的長孫。
肅宗六年（1680年）臨城君與兄長臨昌君李焜受三福之變牽連被捕，流放濟州，後改為喬桐。事後肅宗發現他們與此事無關，就釋放他們，恢復爵位。
三年後（1683年），肅宗命李熀娶士大夫洪九叙之女為妻，不久也恢復敘用他，後來更加一階官位，曾任命為祈雨祭獻官。
肅宗十六年（1690年），李熀去世，年僅27歲（虛歲），朝廷以他的兄長臨昌君的次子密南君李堪為其嗣子。

## 家族關係
- 父親：慶安君李檜
- 母親：盆城郡夫人許氏
- 養父：慶善君李栢
- 正室：益城縣夫人洪氏[1]
- 養子：密南君李堪（韓語：밀남군 이감）

## 附註
1. 1 2 3  《臨城君李熀墓》
2. ↑  《臨昌君墓志》
3. ↑  《肅宗實錄》11卷·七年四月十一條
4. ↑  《肅宗實錄》9卷·六年五月初二條
5. ↑  《肅宗實錄》10卷·六年九月初九條
6. ↑  《臨昌君墓志》
7. ↑  《肅宗實錄》14卷·九年十一月十八條
8. 1 2  《璿源系譜紀略》14卷·仁祖大王
9. ↑  《肅宗實錄》16卷·十一年六月初二條
10. ↑  《肅宗實錄》17卷·十二年五月二十五條
11. ↑  《承政院日記》肅宗十五年七月二十九條